# Olive se marie
Pour plus de détails, voir Fiche technique et Distribution.
Olive se marie est un film français réalisé par Maurice de Canonge et sorti en 1931.

## Fiche technique
- Réalisation : Maurice de Canonge
- Directeur de la photographie : Willy Faktorovitch
- Musique : Maurice Planchar
- Production :  Paris Comedies Films
- Pays de production :  France
- Format :  Noir et blanc - son mono
- Genre : Comédie
- Durée : 48 minutes
- Date de sortie : 1931 (France)

## Distribution
- Jean-Marie de L'Isle
- Yvonne Yma
- Terris
- Jean Sorbier
- Maurice de Canonge
- Marfa d'Hervilly
- Robert Seller
- Nita Raya
- Hélène Dolbel
- Ghislaine Bru
- José Dupuis
- Max Révol